# USS Thresher (SSN-593)
Pour les autres navires du même nom, voir USS Thresher.
L’USS Thresher (SSN-593) est un sous-marin d'attaque à propulsion nucléaire de l’United States Navy  de classe Thresher/Permit mis en service en 1961 qui a disparu en mer à 400 km de la côte Nord-Est des États-Unis le 10 avril 1963 durant des essais de plongée.

## Histoire
Il sombre le 10 avril 1963, après une série de messages d'alerte.
Il est le premier sous-marin nucléaire de l'histoire perdu en mer, le seul autre américain depuis étant l'USS Scorpion (SSN-589) en 1968. Aucun membre de l'équipage n'en a réchappé. Il cause donc 129 victimes, soit le deuxième accident de sous-marins le plus meurtrier de l'histoire après le naufrage du Surcouf (130 victimes) en 1942.
L'accident a probablement été déclenché par une voie d'eau. Celle-ci a créé un court-circuit qui a provoqué l'arrêt automatique du réacteur nucléaire, privant le sous-marin de propulsion. Désemparé, le sous-marin est descendu jusqu'à ce que sa coque cause son implosion. 

## Découverte de l'épave
Après de longues recherches, la Navy retrouve l'épave en 1964.
Elle rapporte des photos prouvant que la coque épaisse était intacte au moment de l'accident et qu'elle a été détruite à grande profondeur, par la pression.

## Exploration de l'épave
L'épave a été localisée et explorée en 1985 par l'officier et explorateur américain Robert Ballard, lors de l'exploration qui lui a permis de localiser l'épave du Titanic,. 
L'épave de l'USS Thresher se trouve au fond de la mer. L'éventuelle radioactivité qui en émane est inconnue. 
À la suite de cet accident, l'US Navy commanda la construction de deux sous-marins de sauvetage en grande profondeur : la classe Mystic.

## Dans la culture
Dans le roman Lune de Glace d'Antoine Tracqui (2020), le naufrage de l'USS Thresher est la conséquence d'un sabotage, perpétré alors que le submersible naviguait vers la Grande-Bretagne dans le cadre d'une mission ultra-secrète.

## Galerie

Simulation du naufrage de l'USS Thresher (SSN-593).

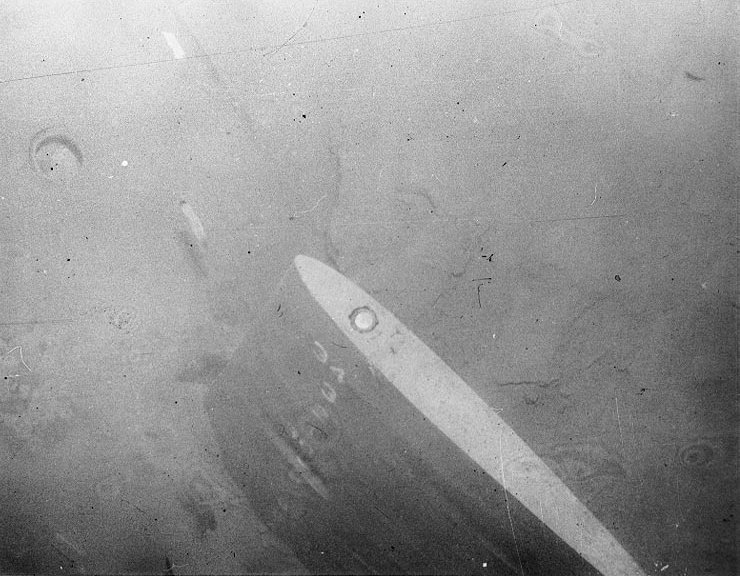
Safran supérieur de la barre de direction du Thresher photographié en octobre 1964.
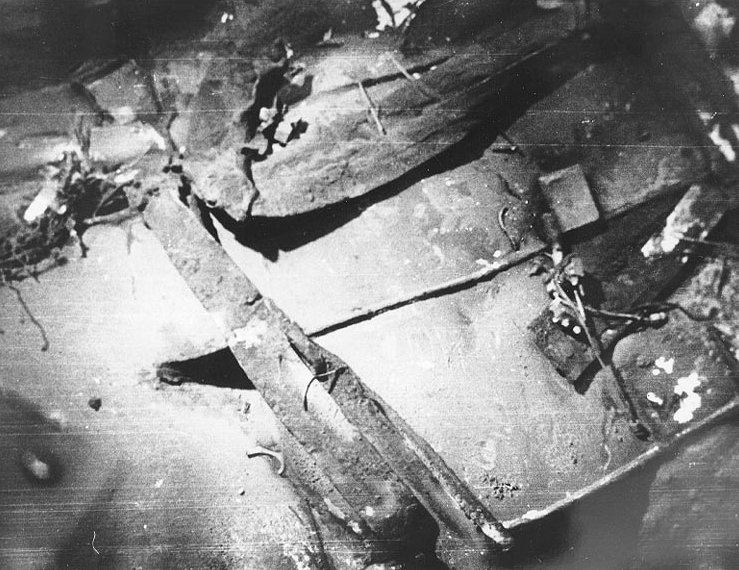
Le dôme sonar photographié le 5 septembre 1963.